# Hamadryas delfinii
Hamadryas delfinii är en ranunkelväxtart som beskrevs av Rodolfo Amando Philippi och Karl Friedrich Carlos Federico Reiche. Hamadryas delfinii ingår i släktet Hamadryas och familjen ranunkelväxter. Inga underarter finns listade i Catalogue of Life.